# بويرتو كابيلو
بويرتو كابيلو (بالإسبانية: Puerto Cabello) هي مدينة على الساحل الشمالي لفنزويلا وأكبر موانئ الدولة، وهي تقع في ولاية كارابوبو. حسب إحصاء 2011، عدد سكان المدينة 173020 فردا.
كلمة كابيلو (بالإسبانية: Cabello) تترجم حرفيا إلى كلمة شعر بالعربية. تنسب هذه التسمية إلى قول الإسبان أن بحر المدينة هادئ لدرجة أن ربط السفينة بشعرة يجعلها ترسو في المرسى.

## التاريخ
في القرن السابع عشر، كان القراصنة يستهدفون ميناء بويرتو كابيلو، ومن بعدهم المهربون الهولنديون عندما صارت المدينة تحت سيطرة الهولنديين. في 1730، انتقلت السيطرة على المدينة إلى الإسبان عندما أنشئت شركة كاراكاس الملكية الغيبوثكوية في المدينة، التي شرعت تنشىء الحصون وتمهد الطرق، واستمرت سيطرة الإسبان على المدينة بعد الشركة. في سبعينات القرن ال18 باتت بويرتو كابيلو أكثر مدن فنزويلا تحصينا. دل على ذلك أنها كانت آخر معاقل الإسبان سقوطا في حرب استقلال فنزويلا في 1823. أثرت الحرب على المدينة ومنشئاتها، فجرت عملية إصلاحات للميناء والمرافق التابعة له في سبعينات وثمانينات القرن التاسع عشر. وبدأت تتكون مدينة بويرتو كابيلو بشكلها الحديث في أواخر القرن التاسع عشر .

## المناخ
| البيانات المناخية لـبويرتو كابيلو | البيانات المناخية لـبويرتو كابيلو | البيانات المناخية لـبويرتو كابيلو | البيانات المناخية لـبويرتو كابيلو | البيانات المناخية لـبويرتو كابيلو | البيانات المناخية لـبويرتو كابيلو | البيانات المناخية لـبويرتو كابيلو | البيانات المناخية لـبويرتو كابيلو | البيانات المناخية لـبويرتو كابيلو | البيانات المناخية لـبويرتو كابيلو | البيانات المناخية لـبويرتو كابيلو | البيانات المناخية لـبويرتو كابيلو | البيانات المناخية لـبويرتو كابيلو | البيانات المناخية لـبويرتو كابيلو |
| الشهر                             | يناير                             | فبراير                            | مارس                              | أبريل                             | مايو                              | يونيو                             | يوليو                             | أغسطس                             | سبتمبر                            | أكتوبر                            | نوفمبر                            | ديسمبر                            | المعدل السنوي                     |
| --------------------------------- | --------------------------------- | --------------------------------- | --------------------------------- | --------------------------------- | --------------------------------- | --------------------------------- | --------------------------------- | --------------------------------- | --------------------------------- | --------------------------------- | --------------------------------- | --------------------------------- | --------------------------------- |
| الدرجة القصوى °م (°ف)             | 32 (90)                           | 32 (90)                           | 33 (91)                           | 33 (92)                           | 34 (93)                           | 34 (93)                           | 34 (93)                           | 34 (93)                           | 34 (94)                           | 35 (95)                           | 34 (94)                           | 32 (90)                           | 35 (95)                           |
| متوسط درجة الحرارة الكبرى °م (°ف) | 30 (86)                           | 29 (85)                           | 30 (86)                           | 30 (86)                           | 31 (87)                           | 31 (87)                           | 31 (87)                           | 31 (88)                           | 32 (89)                           | 31 (88)                           | 30 (86)                           | 30 (86)                           | 31 (87)                           |
| متوسط درجة الحرارة الصغرى °م (°ف) | 22 (72)                           | 22 (72)                           | 23 (73)                           | 23 (74)                           | 23 (74)                           | 23 (74)                           | 24 (75)                           | 23 (74)                           | 24 (75)                           | 25 (77)                           | 24 (75)                           | 23 (74)                           | 23 (74)                           |
| أدنى درجة حرارة °م (°ف)           | 18 (64)                           | 19 (66)                           | 18 (65)                           | 21 (70)                           | 20 (68)                           | 22 (71)                           | 22 (71)                           | 22 (71)                           | 21 (70)                           | 22 (71)                           | 20 (68)                           | 19 (66)                           | 18 (64)                           |
| الهطول مم (إنش)                   | 99 (3.9)                          | 33 (1.3)                          | 10 (0.4)                          | 43 (1.7)                          | 89 (3.5)                          | 76 (3)                            | 110 (4.3)                         | 99 (3.9)                          | 64 (2.5)                          | 61 (2.4)                          | 94 (3.7)                          | 100 (4.1)                         | 880 (34.7)                        |
| متوسط الأيام الممطرة              | 6.4                               | 2.7                               | 1.4                               | 3.1                               | 5.5                               | 5.3                               | 7.5                               | 6.8                               | 4.6                               | 4.4                               | 6                                 | 6.6                               | 60.3                              |
| المصدر: Weatherbase               |                                   |                                   |                                   |                                   |                                   |                                   |                                   |                                   |                                   |                                   |                                   |                                   |                                   |

## الأعلام
خوان خوسيه فلوريس أول رؤساء الإكوادور من مواليد مدينة بويرتو كابيلو.